# Valdiviomyia camrasi
Valdiviomyia camrasi är en tvåvingeart som först beskrevs av Sedman 1965.  Valdiviomyia camrasi ingår i släktet Valdiviomyia och familjen blomflugor. Inga underarter finns listade i Catalogue of Life.